# Euxoa ridingsiana
Euxoa ridingsiana là một loài bướm đêm trong họ Noctuidae.